# Occoquan
Occoquan – miasto w Stanach Zjednoczonych, w stanie Wirginia, w hrabstwie Prince William.